# Шриер, Камилла
Камилла Томасина Шриер (англ. Camille Thomasina Schrier, /ˈʃraɪər/; род. 30 июня 1995) — обладательница титула «Мисс Америка 2020».

## Биография
Камилла Шриер родилась в Дойлстауне, штат Пенсильвания, в семье Томаса и Шерил (урождённой Камилло) Шриер. У неё есть старший брат. В детстве у Камиллы была диагностирована лёгкая форма синдрома Элерса-Данлоса. Во время конкурса «Мисс Америка 2020» Шриер также сообщила, что у неё диагностировали обсессивно-компульсивное расстройство, и она вылечилась от расстройства пищевого поведения в подростковом возрасте.
Шриер с отличием окончила Школу имени Хана Принстонского университета в 2013 году. В старшей школе Шриер занималась различными видами спорта: у неё были успехи в лёгкой атлетике, плавании и хоккее на траве. Шриер ненадолго училась в Мичиганском университете, а затем перевелась в Технологический институт Виргинии на первом курсе и закончила его с отличием в 2018 году, получив двойную степень бакалавра наук: одну в области биохимии, другую в системной биологии и дополнительную в области химии. В Технологическом институте Вирджинии она состояла в женском клубе Kappa Delta.
22 июня 2019 года она была коронована как «Мисс Виргиния 2019».